# 参照群体
參照群體（英語：Reference group）或稱參考團體，是指對一個人的價值觀念、態度與行為有間接或直接影響的群體，同學、同事、鄰居、甚至影視明星、職業運動員等，都可能是參考團體。
參考團體可分為成員團體與非成員團體兩大類。

## 劃分
成員團體：指的是團體中的每一份子都有相同的身分（如家庭成員、校友會會員），且由於團體成員有面對面接觸的機會，團體對個人的影響比較直接。而成員團體又可以往來的密切程度分為主要團體與次要團體。
非成員團體：指的是被影響的對象與該團體並沒有同樣的身分，且兩者間少有或完全沒有面對面接觸的機會，是採用間接的方式影響個人。非成員團體則可依照正負面想法分為仰慕團體與排斥團體。